# Pigen i Drosken
Pigen i Drosken er en amerikansk stumfilm fra 1921 af Lloyd Ingraham.

## Medvirkende
- Flora Parker DeHaven som Mignon Smith
- Carter DeHaven som Bertie Stewart
- King Baggot som Frederick Smith
- Grace Cunard som Marietta
- Otis Harlan som Alexis
- Tom McGuire som John Stewart
- Margaret Campbell som Clara Stewart
- Lincoln Plumer som Percy Peters